# 반항공미사일
반항공미사일은 조선민주주의인민공화국에서 개발한 지대공미사일이다. 반항공은 방공을 말한다.

## 발사
조선중앙통신은 "국방과학원이 9월 30일 새로 개발한 반항공 미사일의 종합적 전투 성능과 함께 발사대, 탐지기, 전투종합지휘차의 운용 실용성을 확증하는 데 목적을 두고 시험발사를 진행했다"고 보도했다.
시험발사는 박정천 당 비서가 국방과학연구 부문 간부들과 함께 참관한 것으로 알려졌다. 합참은 "현재 북한의 보도 내용을 확인 중이며, 관련 동향을 예의주시하고 있다"고 밝혔다.
김정은 조선민주주의인민공화국 국무위원장은 9월 29일 "남북관계가 하루빨리 회복되기 위한 노력의 일환"이라며 남북통신연락선을 다음달 초 복원하겠다는 의사를 시정연설을 통해 밝힌 바 있다.

## 같이 보기
- 번개-5
- 번개-6